# Du lịch Khánh Hòa

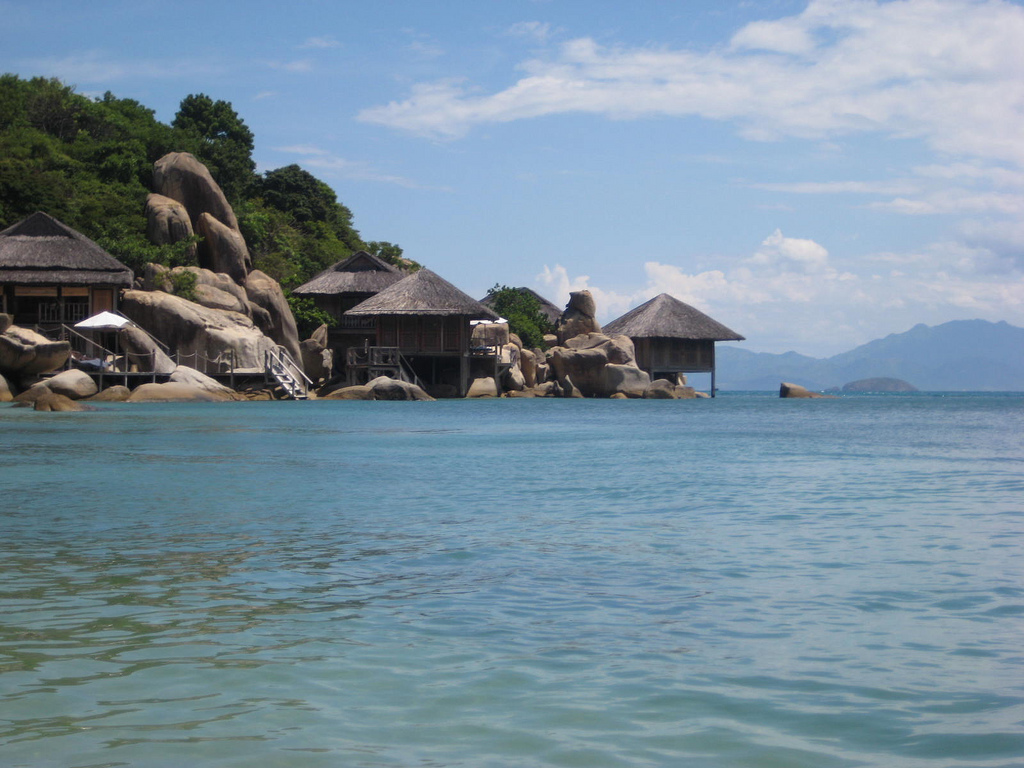
Khu du lịch Evason Hideaway ở Ninh Hòa.

Khánh Hòa có bờ biển dài hơn 200 km và gần 200 hòn đảo lớn nhỏ cùng nhiều vịnh biển đẹp như Vân Phong, Nha Trang (một trong 29 vịnh đẹp nhất thế giới), Cam Ranh... với khí hậu ôn hòa, nhiệt độ trung bình 26⁰C, có hơn 300 ngày nắng trong năm, và nhiều di tích lịch sử văn hóa và danh lam thắng cảnh nổi tiếng như: Tháp Ponagar, thành cổ Diên Khánh, các di tích của nhà bác học Yersin.... Với những lợi thế đó Khánh Hòa đã trở thành một trong những trung tâm du lịch lớn của Việt Nam.
Trong cơ cấu kinh tế của tỉnh, tỷ trọng GDP của Dịch vụ - Du lịch chiếm 42,8%. Năm 2008, Khánh Hòa đã đón gần 1,6 triệu lượt khách, trong đó có 325.000 lượt khách quốc tế, doanh thu đạt 1.350 tỷ đồng. Các cơ sở kinh doanh có quy mô lớn, hệ thống cơ sở hạ tầng được quan tâm đầu tư phát triển ảnh hưởng tích cực đến hoạt động Du lịch trên địa bàn. Trong 10 khách sạn đạt danh hiệu khách sạn 5 sao hàng đầu Việt Nam thì có đến 3 khách sạn tại Khánh Hòa (Six Senses Ninh Van Bay, Evason Ana Mandara, và Vinpearl Resort & Spa). Khánh Hòa có khu nghỉ dưỡng cao cấp nhất Việt Nam là Six Senses Ninh Van Bay (huyện Ninh Van) do tập đoàn Six Senses quản lý vừa được tờ Sunday Times bầu là một trong 20 resort tốt nhất thế giới .Nhiều loại hình, sản phẩm dịch vụ du lịch được tổ chức như các hoạt động vui chơi giải trí trên biển như lặn ngắm san hô, chèo thuyền kayak, tắm bùn khoáng... với năng lực tổ chức và khai thác kinh doanh ngày càng phát triển rõ nét.
Ngoài vị thế là một trung tâm du lịch lớn Nha Trang (Khánh Hòa) gần đây đã trở thành điểm đến của nhiều sự kiện lớn của Việt Nam và Thế giới như: Hoa hậu Việt Nam, Hoa hậu Thế giới người Việt 2007 và 2009, Hoa hậu Hoàn vũ 2008, Hoa hậu Trái Đất 2010... cùng với Festival Biển (Nha Trang) được tổ chức 2 năm một lần đã góp phần quảng bá du lịch Khánh Hòa với Thế giới.

## Danh lam thắng cảnh

### Các di tích lịch sử của vương quốcChămpa

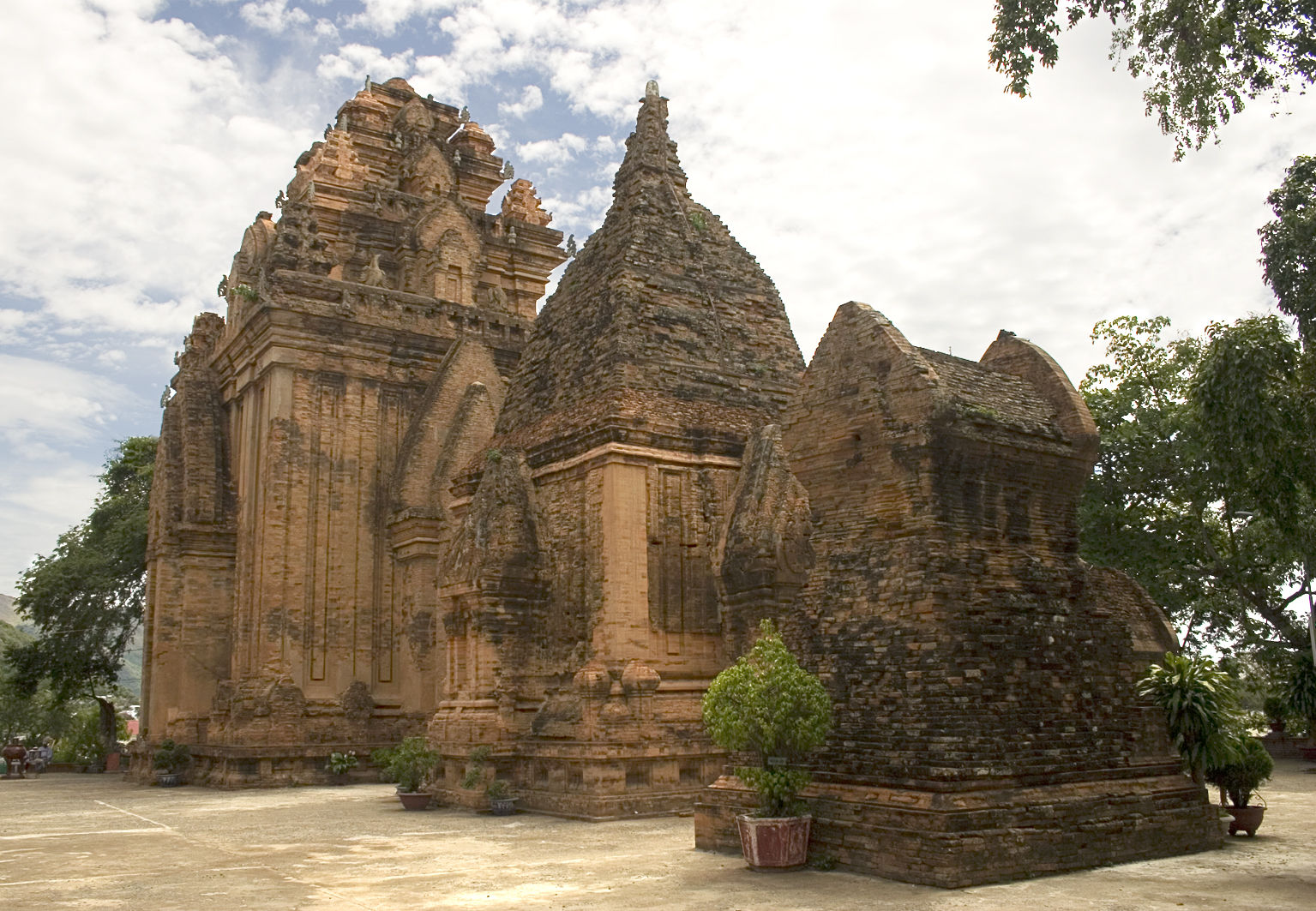
Một góc Tháp Bà Po Na Gar, thành phố Nha Trang, tỉnh Khánh Hoà

Khánh Hòa có nhiều di tích lịch sử của vương quốc Chămpa. Trong đó Tháp Bà có lẽ là di tích nổi tiếng nhất. Tháp do vua Chămpa là Harivácman xây dựng vào những năm 813 - 817. Trải qua mưa nắng của thời gian, tháp bị hư hại nhiều. Thời Pháp thuộc, trường Viễn Đông Bác Cổ đã tổ chức dùng gạch xây lại nhiều phần và đắp một số tượng lên thân tháp. Mặt bằng thứ nhất của tháp được lát gạch, có 14 trụ và các bậc liên tiếp. Mặt bằng thứ hai là một cụm gồm bốn tháp, cả bốn tháp đều được xây dựng theo kiểu tháp của người Chăm gạch xây rất khít mạch, không nhìn thấy chất kết dính. Lòng tháp rỗng tới đỉnh, cửa tháp quay về hướng Đông. Mặt ngoài thân tháp có nhiều gờ, trụ và đấu. Trên đỉnh các trụ thường đặt gạch trang trí hoa văn hình vòm tháp, trông như chiếp tháp nhỏ đặt trên một tháp lớn trên thân tháp còn có nhiều tượng và phù điêu bằng đất nung, trong đó có hình thần Ponagar, thần Tenexa, các tiên nữ, các loài thú như nai, ngỗng vàng, sư tử...Tháp chính thờ thần Ponagar, tượng trưng cho sắc đẹp, nghệ thuật và sự sáng tạo. Các tháp khác thờ thần Siva, thần Sanhaka và thần Ganeca. Hàng năm, vào tháng 3 âm lịch người dân đến lễ bái ở Tháp Bà rất đông. Ngoài Tháp Bà, Khánh Hòa còn nhiều di tích Chămpa khác như Thành Hời, miếu Ông Thạch, Am Chúa, Bia Võ Cạnh....

### Vịnh Nha Trang

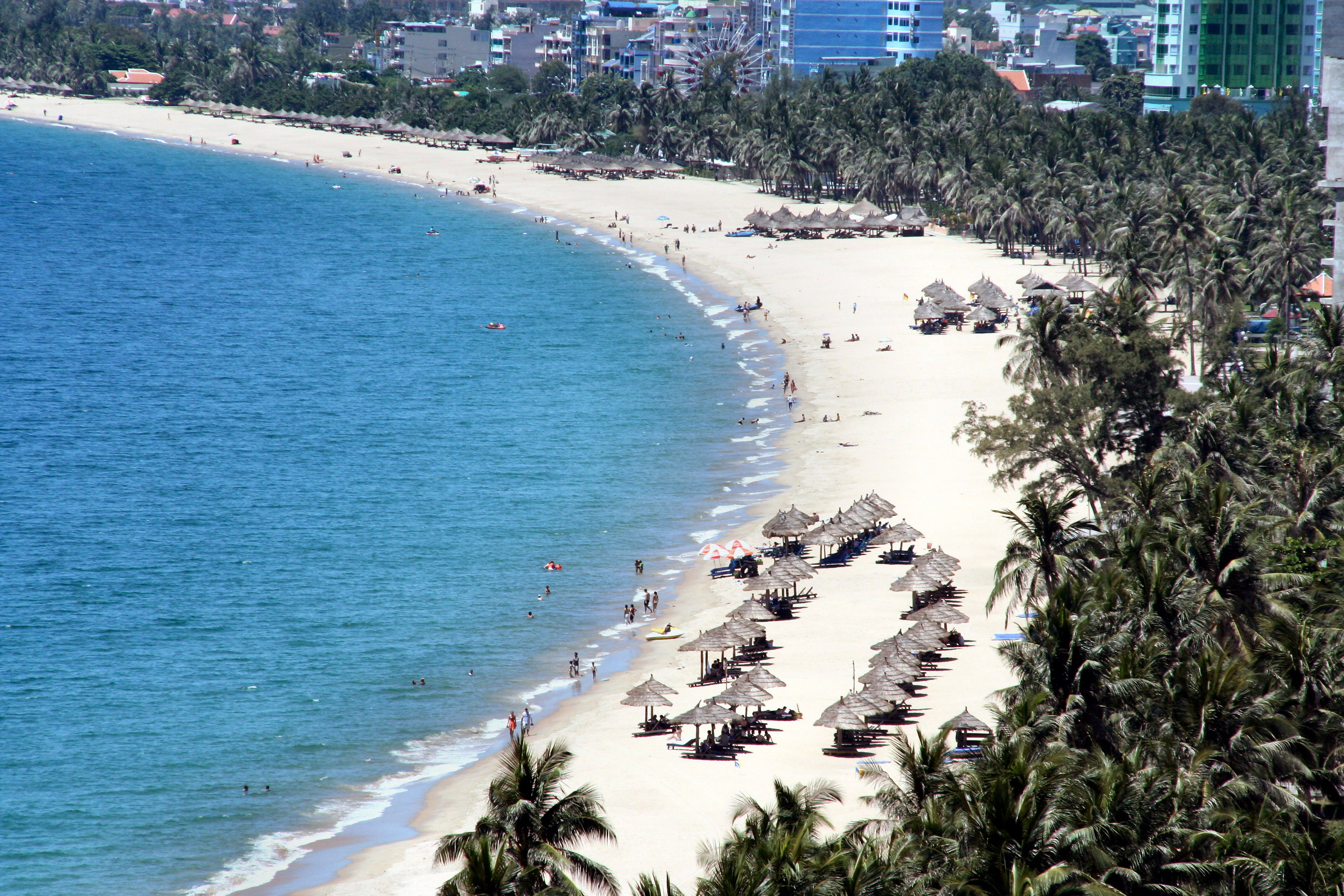
Bãi biển Nha Trang

Vịnh Nha Trang có diện tích khoảng 507 km² bao gồm 19 hòn đảo lớn nhỏ, trong đó Hòn Tre là đảo lớn nhất, với diện tích 3.250 ha; đảo nhỏ nhất là Hòn Nọc chỉ khoảng 4 ha. Vịnh có khí hậu hai mùa rõ rệt Mùa khô kéo dài từ tháng giêng đến tháng 8, mùa mưa từ tháng 9 đến tháng 12; nhiệt độ bình quân hàng năm là 26⁰C; nóng nhất 39⁰C, lạnh nhất 14,4⁰C. Về mặt sinh thái, vịnh Nha Trang là một trong những hình mẫu tự nhiên hiếm có của hệ thống vũng, vịnh trên thế giới bởi nó có hầu hết các hệ sinh thái điển hình, quý hiếm của vùng biển nhiệt đới. Đó là hệ sinh thái đất ngập nước, rạn san hô, rừng ngập mặn, thảm cỏ biển, hệ sinh thái cửa sông, hệ sinh thái đảo biển, hệ sinh thái bãi cát ven bờ. Đặc biệt khu vực Hòn Mun của Vịnh Nha Trang có đa dạng sinh học cao nhất với 350 loài rạn san hô chiếm 40% san hô trên thế giới. Trong số các đảo trong vịnh có nhiều đảo là các thắng cảnh nổi tiếng như:
- Hòn Miễu (còn gọi đảo Bồng Nguyên) nơi có Thủy Cung Trí Nguyên với những sinh vật biển kỳ lạ. Cách hồ là bãi sỏi đủ màu, đủ dáng, trải thành từng lớp trên bờ thay cho cát trắng.

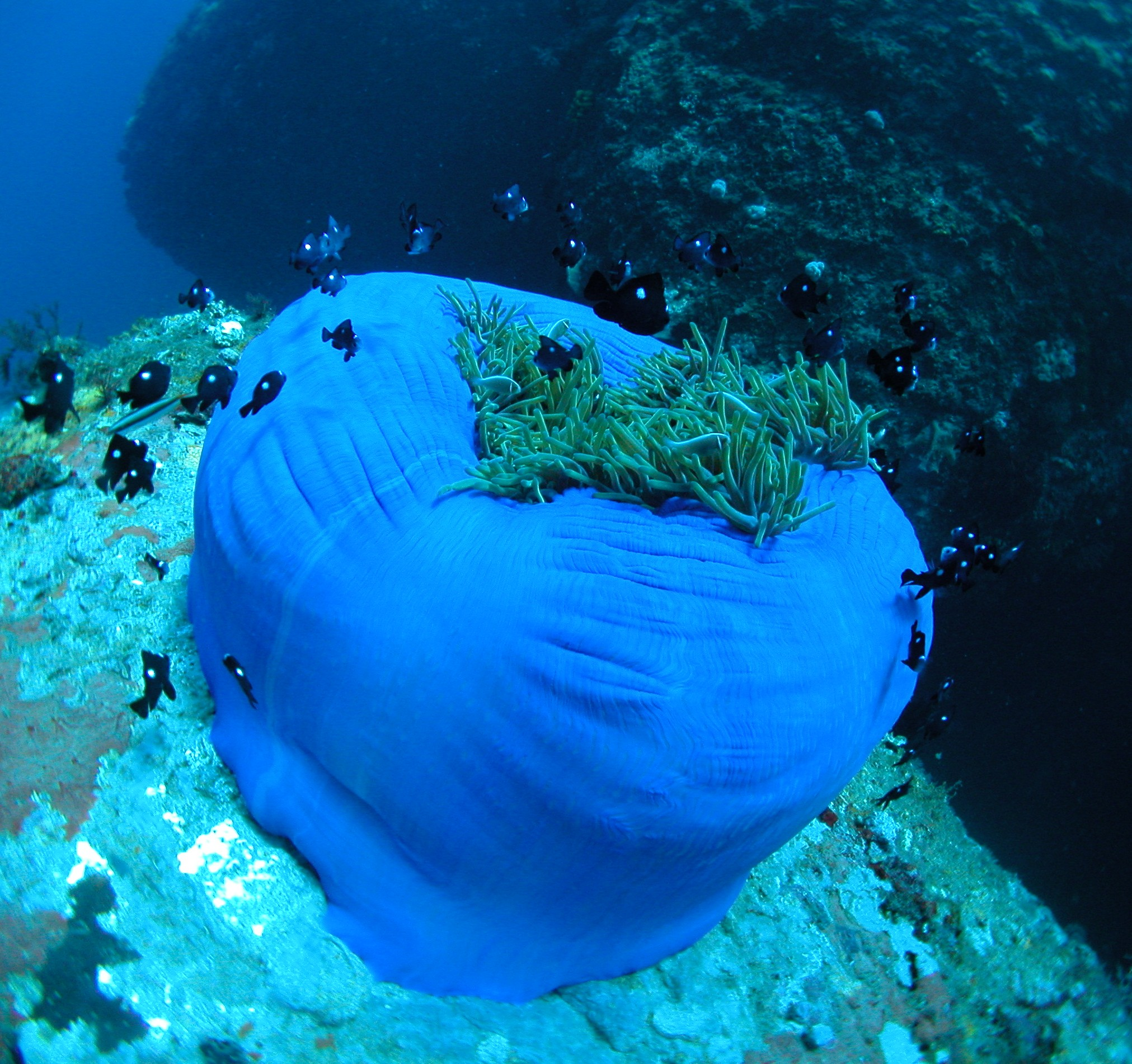
Đáy biển Hòn Mun

- Hòn Mun là một đảo nhỏ trong Vịnh, sở dĩ có tên là "Hòn Mun" vì phía đông nam của đảo có những mỏm đá nhô cao, vách dựng hiểm trở tạo thành hang động, đặc biệt đá ở đây đen tuyền như gỗ mun, rất hiếm thấy ở những nơi khác. Kết quả khảo sát đa dạng sinh học Khu bảo tồn biển cho thấy Hòn Mun là nơi có rạn san hô phong phú và đa dạng nhất Việt Nam. Các nhà khoa học cũng đã tìm thấy 340 trong tổng số hơn 800 loài san hô cứng trên thế giới[6]. Từ năm 2001, Khu bảo tồn biển Hòn Mun ra đời bao gồm các đảo như Hòn Tre, Hòn Miễu, Hòn Tằm, Hòn Một, Hòn Mun, Hòn Cau, Hòn Vung, Hòn Rơm, Hòn Nọc và vùng nước xung quanh. Diện tích khoảng 160 km² bao gồm khoảng 38 km² mặt đất và khoảng 122 km² vùng nước xung quanh các đảo. Đây là khu bảo tồn biển đầu tiên tại Việt Nam.
- Hòn Tằm một điểm du lịch sinh thái biển đảo hấp dẫn, nơi đây vẫn còn lưu lại vẻ hoang sơ của thiên nhiên với thảm rừng nhiệt đới xanh mướt, bờ cát dài lãng mạn. Phía sau đảo này có một hang đá rất đặc biệt, kỳ bí mới được ngành du lịch phát hiện và đưa vào khai thác. Đó là hang Dơi, nơi có rất nhiều đàn dơi cư trú trên những vách đá cheo leo ở độ cao 60m. Đảo được đầu tư phát triển nhiều loại hình thể thao bãi biển như dù bay, bóng chuyền bãi biển, đua xuồng Kayak, leo núi....[7]. Ngày ngày 6 tháng 2 năm 2010, Công ty Cổ phần Hòn Tằm Biển Nha Trang chính thức đưa khinh khí cầu đầu tiên ở Việt Nam vào phục vụ du khách, khoang hành khách làm bằng thép có sức chứa từ 25 đến 30 hành khách cùng lúc bay lên độ cao 160m để ngắm được toàn vịnh Nha Trang.

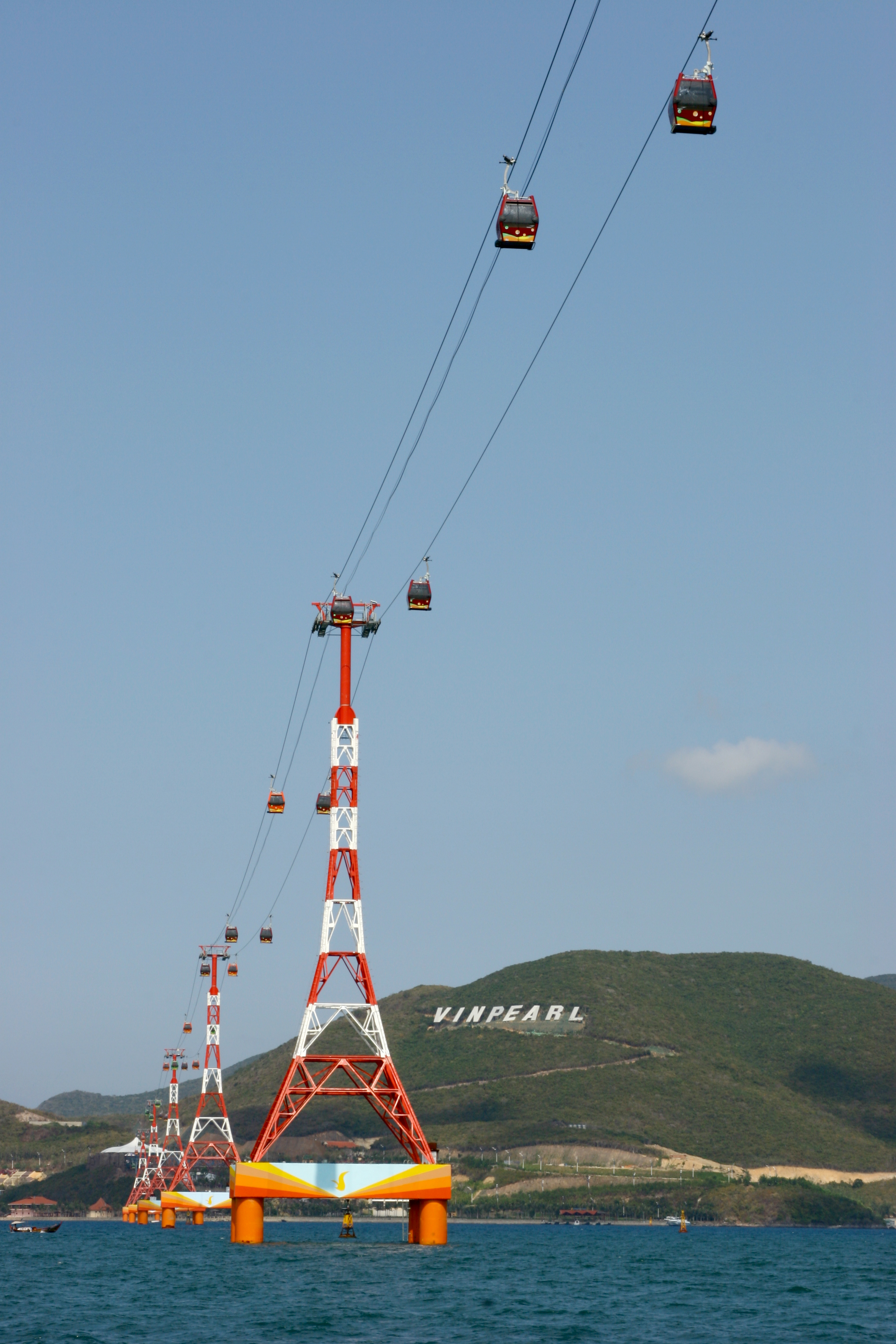
Cáp treo nối đất liền với đảo Vinpearl tuyến cáp treo vượt biển dài nhất thế giới

- Hòn Tre đảo lớn nhất trong vịnh Nha Trang với diện tích trên 30 km², nằm cách trung tâm thành phố Nha Trang khoảng 5 km về phía Đông, cách cảng Cầu Đá 3,5 km vị trí tương đối biệt lập[8], có bãi tắm thiên nhiên đẹp, thảm thực vật trong khu vực còn nguyên sơ, khí hậu ôn hoà, ít gió bão, rất thuận lợi cho việc phát triển du lịch sinh thái và nghỉ dưỡng biển. Khu vực quy hoạch đảo bao gồm 2 khu vực chức năng: Khu Vũng Me - Bãi Trũ - Đầm Già - Bãi Rạn được quy hoạch hướng tới một quần thể các dự án du lịch cao cấp bao gồm 7 dự án hiện có: Khu du lịch Con sẻ tre, Vinpearl resort & spa, Khu du lịch sinh thái và Thế giới nước Vinpearl, Công viên văn hóa Vinpearl, Công viên văn hóa Hòn Tre, Khu du lịch sinh thái Bãi Sỏi, Khu biệt thự và sân golf Vinpearl, giao thông đối ngoại của phân khu chủ yếu thông qua 2 cảng du lịch tại Vũng Me và tuyến cáp treo Vinpearl (tuyến cáp treo vượt biển dài nhất thế giới[9]). Khu Đầm Bấy[10] được quy hoạch theo mô hình khu du lịch cộng đồng bao gồm khu vực dự án Khu du lịch thế giới biển và dự án Làng du lịch sinh thái Đầm Bấy.
- Hòn Chồng-Hòn Vợ gồm 2 cụm đá lớn nằm bên bờ biển dưới chân đồi Lasan. Dưới chân đồi là bãi đá ngổn ngang có thể là do sự xâm thực của thủy triều lên ngọn đồi này. Cụm đá lớn ở ngoài biển gọi là Hòn Chồng, gồm một khối đá lớn vuông vức nằm trên một tảng đá bằng phẳng và rộng hơn, phía mặt đá quay ra biển có một vết lõm hình bàn tay rất lớn Cụm đá thứ hai có hình dáng một người phụ nữ ngồi trông ra biển - được đặt một cái tên có ý nghĩa gần gũi với Hòn Chồng - đó là Hòn Vợ, cụm đá này ít được du khách để ý hơn.[11]..
- Đảo yến: đây không phải là tên riêng của một đảo nào, mà cứ đảo nào có yến làm tổ thì gọi vậy. Nhưng trong 19 hòn đảo ở Vịnh Nha Trang thì Hòn Nội và Hòn Ngoại là nơi có nhiều yến nhất. Hòn Nội là đảo nằm phía trong, còn Hòn Ngoại nằm phía ngoài. Hòn Nội có bãi tắm đôi (có hai bờ biển một mặt hướng ra Vịnh Nha Trang mặt còn lại hướng vào một vũng lớn bị cô lập trong đảo mùa nước lên, nước sẽ tràn qua doi cát vào vũng) với cát trắng rất đẹp nhưng ít dùng cho du lịch chủ hoạt động chủ yếu trên đảo là khai thác Yến sào.

Chạy dọc theo bờ biển Vịnh Nha Trang dài khoảng 7 km, trải dài từ xóm Cồn đến cảng Cầu Đá là đoạn đường Trần Phú con đường đẹp nhất Nha Trang nằm lượn theo bờ biển với rất nhiều ngôi biệt thự xinh xắn, những khách sạn cao cấp, nhà hàng sang trọng nối liền nhau. Xen vào đó là một hệ thống dịch vụ gồm bưu điện, nhà bảo tàng, thư viện, câu lạc bộ, các cửa hàng bán đồ lưu niệm.

### Các danh thắng tại Nha Trang

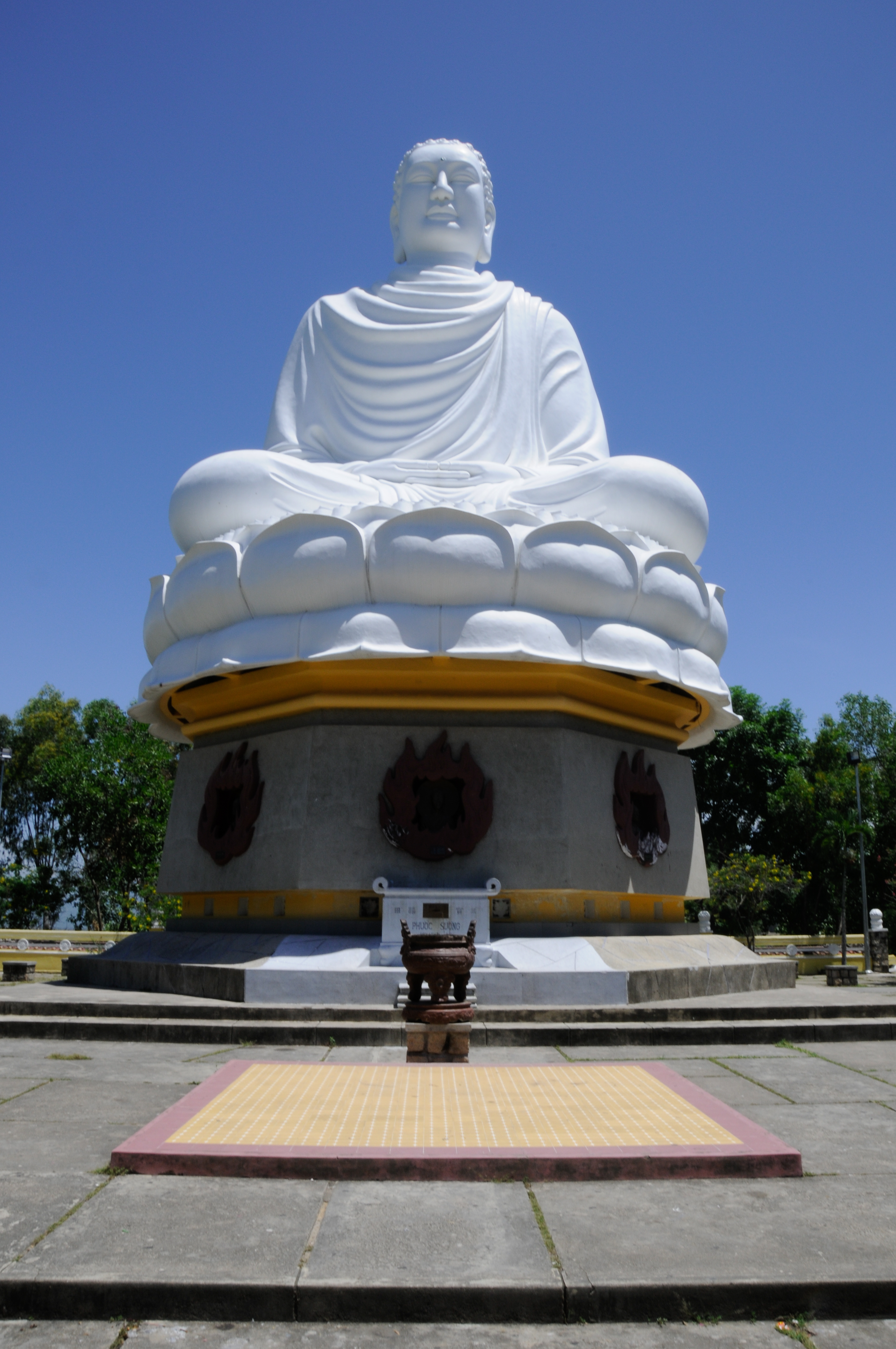
Tượng Kim Thân Phật Tổ chùa Long Sơn

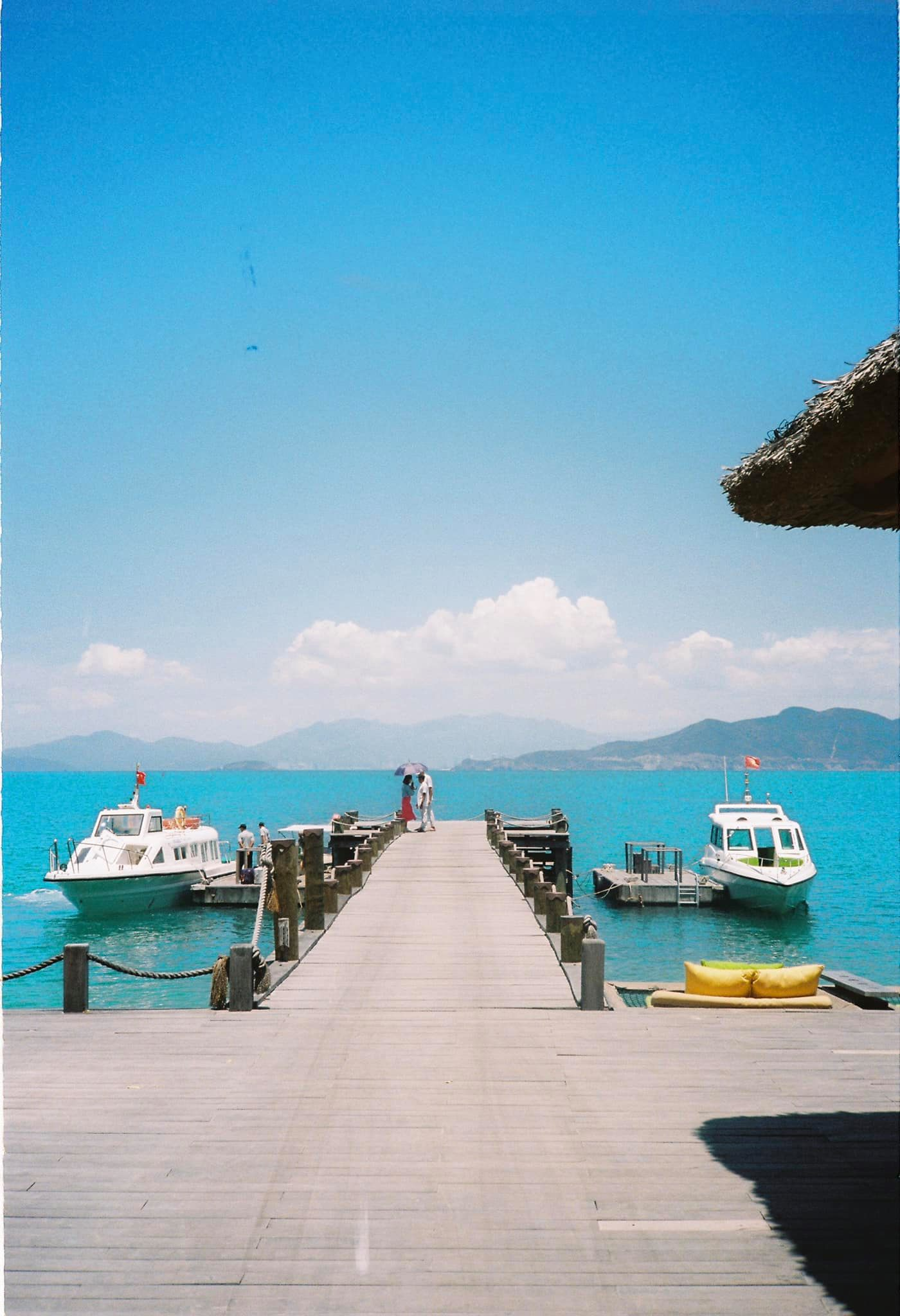
Ninh Van Bay

- Chợ Đầm, chợ trung tâm của thành phố biển Nha Trang, là một công trình kiến trúc đẹp, độc đáo. Đây là chợ lớn nhất và cũng là biểu tượng thương mại của thành phố biển này. Đây là trung tâm thương mại mua sắm và cũng là điểm tham quan du lịch. Chợ có tên chợ Đầm là vì chợ nằm trên một cái đầm cũ rộng đến 7 mẫu tây, ăn thông ra cửa sông Nha Trang dưới chân cầu Hà Ra nay đã bị lấp. Chợ hiện nay bán rất nhiều sản phẩm gia dụng lẫn những mặt hàng lưu niệm, hải sản... rất phong phú. Ngay tại cửa ra vào, bãi đậu xe là tới khu vực chợ, tại các cánh cung bọc 2 bên chợ là bán hải sản, khô, nem nướng và các mặt hàng lưu niệm. Trung tâm chợ bán các mặt hàng thiết yếu.
- Chùa Long Sơn hay còn gọi là Chùa Phật trắng trước có tên là Đăng Long Tự, tọa lạc ở số 22 đường 23 tháng 10, phường Phương Sơn dưới chân đồi Trại Thủy ở Nha Trang[12]. Ngôi chùa này được xây dựng cách đây hơn một trăm năm, trải qua nhiều lần trùng tu, và đến nay là ngôi chùa nổi tiếng nhất Khánh Hòa. Trên đỉnh đồi là bức tượng Kim Thân Phật tổ (còn gọi là tượng Phật trắng) ngồi thuyết pháp, tượng cao 21 m, đài sen làm đế cao 7 m, rất dễ nhìn thấy tại một khu vực rộng xung quanh Chùa. Tượng được xây từ năm 1963 do sự đóng góp của tăng ni phật tử của vùng lân cận. Xung quanh đài sen là chân dung bảy vị hòa thượng, đại đức đã tự thiêu để phản đối chính sách đàn áp Phật giáo của Ngô Đình Diệm trong khoảng thời gian từ tháng 4 đến tháng 9 năm 1963[13]. Dưới chân đài sen là bức tường chia thành những ngăn nhỏ để chứa hài cốt do các gia đình Phật tử gửi.
- Nhà thờ Núi (tên chính thức là: Nhà thờ chính tòa Kitô Vua) là một nhà thờ Công giáo ở thành phố Nha Trang, tỉnh Khánh Hòa. Nhà thờ này còn có nhiều tên gọi bình dân như: Nhà thờ Nha Trang (vì trước đây nó thuộc họ đạo Nha Trang); Nhà thờ Đá (vì nó được xây bằng đá); Nhà thờ Ngã Sáu (vì nó tọa lạc gần một vòng xoay giao thông); nhưng phổ biến hơn cả là tên gọi Nhà thờ Núi (vì nó được xây trên một núi nhỏ)Nhà thờ này được xây dựng theo phong cách kiến trúc nhà thờ phương Tây. Nhìn tổng thể, công trình có bố cục chắc khỏe với những khối lập thể nhỏ dần từ thấp vươn cao, nổi bật giữa trời xanh. Điểm cao nhất là nơi đặt thánh giá trên đỉnh tháp chuông, cao 38 mét, tính từ mặt đường.[14]

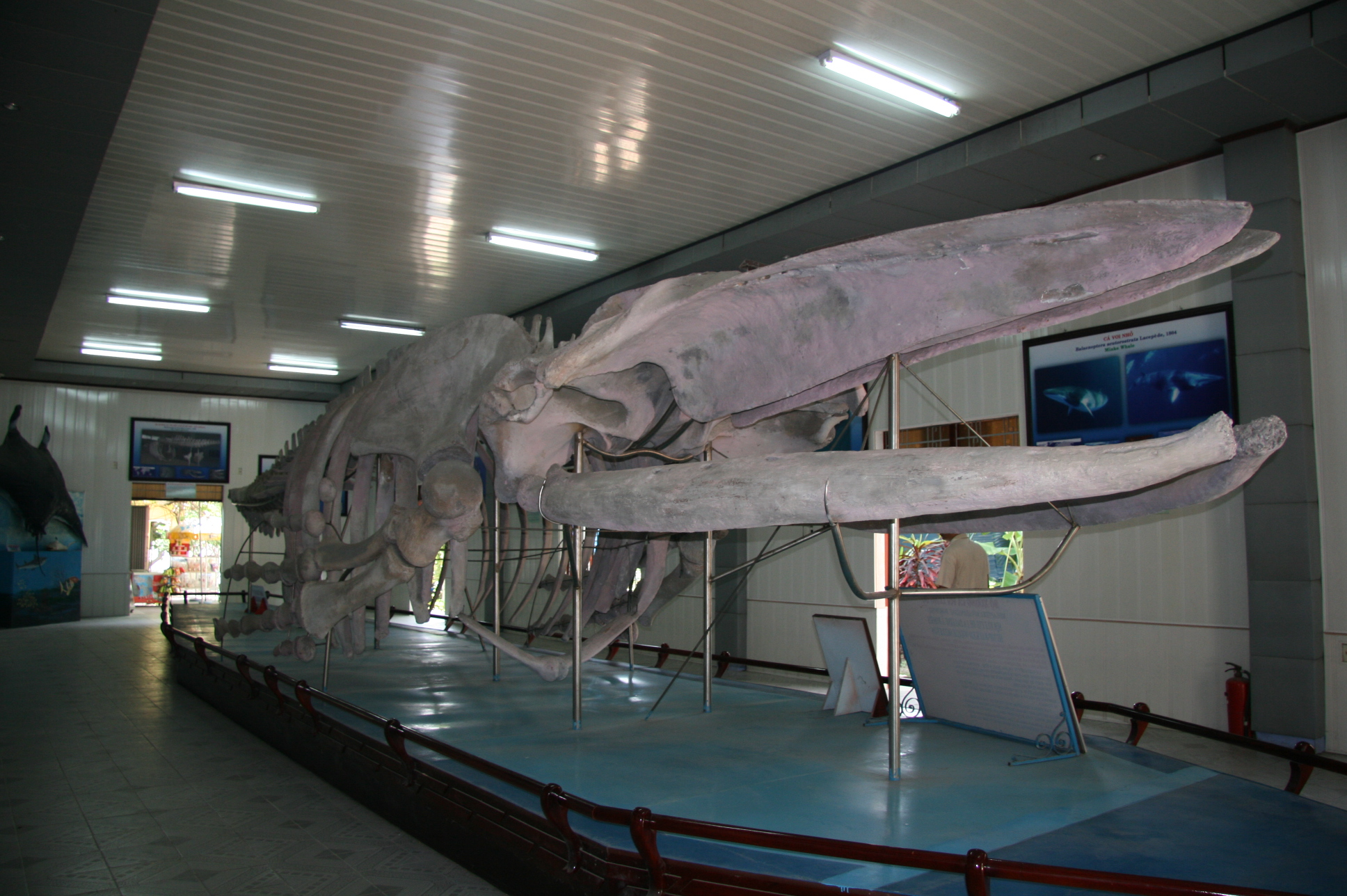
Bộ xương cá voi trưng bày tại Viện Hải dương học Nha Trang

- Viện Hải dương học Nha Trang là một viện nghiên cứu đời sống động thực vật hải dương. Viện Hải dương học được người Pháp thành lập năm 1922, được xem là một trong những cơ sở nghiên cứu sớm nhất ở Việt Nam và là nơi có bộ sưu tầm các hiện vật về cuộc sống hải dương lớn nhất Đông Nam Á. Hiện nay viện không những là một viện nghiên cứu mà còn là điểm tham quan hấp dẫn đối với du khách yêu thích sinh vật biển.
- Diamond Bay (Wonderpark Resort), một resort trên đại lộ Nguyễn Tất Thành, Nha Trang, Khánh Hòa là nơi diễn ra lễ đăng quang của cuộc thi Hoa hậu Hoàn vũ 2008, được hoàn thành chỉ sau bốn tháng xây dựng, khánh thành vào ngày 30 tháng 6 năm 2008[15].
- Biệt thự Cầu Đá (Lầu Bảo Đại) tọa lạc trên đỉnh núi Chụt (núi Cảnh Long), là một di tích lịch sử văn hóa khá nổi tiếng, nằm cách trung tâm thành phố Nha Trang khoảng 6 km. Đây là một công trình kiến trúc độc đáo, có sự kết hợp hài hòa giữa phong cách kiến trúc phương Tây với nghệ thuật hoa viên phương Đông. Lầu Bảo Đại được người Pháp đã xây dựng năm 1923 ban đầu là một cụm 5 biệt thự trên núi Chụt để làm nơi ăn ở cho các nhà hải dương học đến nghiên cứu vùng biển Đông Nam Á tại Viện hải dương học Đông Dương (hiện là Viện hải dương học Nha Trang) người Pháp đặt tên cho các ngôi biệt thự này theo tên các loài cây và hoa trồng xung quanh. Lần lượt từ mỏm núi trở vào là biệt thự Xương Rồng, Bông Sứ, Bông Giấy, Phượng Vĩ, Cây Bàng. Từ năm 1940 đến 1945, hoàng đế Bảo Đại và hoàng hậu Nam Phương thường đến nghỉ ngơi ở biệt thự Xương Rồng và Bông Sứ nên từ đó cụm di tích này được gọi là Lầu Bảo Đại.

### Danh thắng tại các huyện

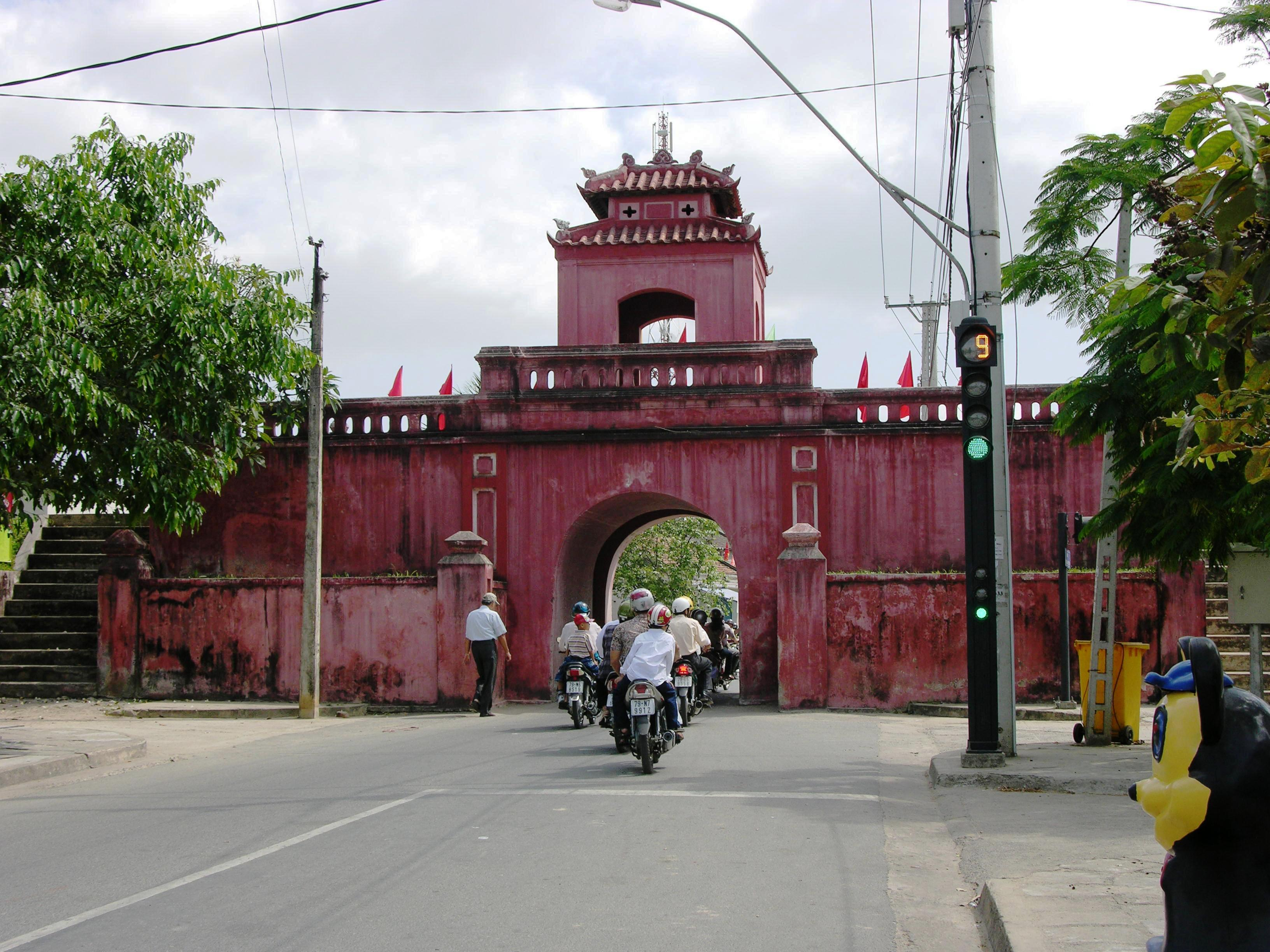
Thành Diên Khánh

- Thành Diên Khánh nằm cách thành phố Nha Trang 10 km về phía Tây, bên phải quốc lộ 1 là một di tích lịch sử văn hóa nổi tiếng tại thị trấn Diên Khánh, Khánh Hòa, Việt Nam, là nơi đã diễn ra nhiều sự kiện lịch sử quan trọng. Hiện nay, thành cổ Diên Khánh vẫn còn giữ được nét kiến trúc cổ ban đầu, một địa điểm hấp dẫn các du khách đến Khánh Hòa. Thành rộng khoảng 36.000 m², là một quần thể kiến trúc quân sự theo kiểu Vauban, một hình mẫu thành quân sự phổ biến vào thế kỷ 17 - 18 ở Tây Âu. Tường thành hình lục giác nhưng không đều nhau, dài 2.693 m đắp bằng đất, cao khoảng 3,5 m. Trên mỗi cạnh, tường thành lại chia thành nhiều đoạn nhỏ, uốn lượn, nên các góc thành không nhô hẳn ra mà vẫn đảm bảo quan sát được hai bên. Mặt ngoài tường thành gần như dựng đứng, mặt trong có độ thoải và được đắp thành hai bậc, tạo đường vận chuyển thuận lợi ven thành. Bên ngoài thành có hào nước sâu từ 3 đến 5 m bao quanh. Ban đầu thành có 6 cửa (cổng thành), hiện nay chỉ còn 4 cửa Đông - Tây - Tiền (phía Nam) - Hậu (phía Bắc). Cách thành không xa là Văn miếu Diên Khánh tại khóm Phú Lộc Tây, thị trấn Diên Khánh. Văn miếu được xây dựng theo truyền thống nho giáo, nhằm ghi nhận công lao của những người có tài, học giỏi, đã được đỗ đạt. Hiện tại, Văn Miếu chỉ còn giữ được 2 tấm bia đá thời Tự Đức 11 (1858) giúp ta hiểu biết hơn về lịch sử, văn hoá, sinh hoạt của nhân dân Khánh Hoà và quá trình hoàn thiện khu Văn Miếu năm 1854. Ngoài ra còn có một Bài minh ở Bái Đường nói rõ hơn về sự đỗ đạt của các vị văn võ, khoa bảng, hào mục, chức sắc và các học sinh địa phương từ đầu triều Nguyễn đến thời Tự Đức.
- Mũi Đôi (bán đảo Hòn Gốm thuộc vịnh Vân Phong) là điểm cực Đông trên đất liền của Việt Nam. Nơi đón ánh Mặt trời đầu tiên trên toàn lãnh thổ Việt Nam (Đông Dương và cả Đông Nam Á lục địa). Nơi này đã được Bộ Văn hóa Thể thao và Du lịch công nhận là di tích quốc gia [16] 12°38′40″B 109°27′50″Đ / 12,644383°B 109,463897°Đ tuy nhiên đường ra mũi Đôi rất khó chủ yếu là dốc núi cheo leo chỉ có thể đi được bằng thuyền.
- Đầm Nha Phu Đầm Nha Phu là tên gọi cả một khu vực rộng lớn, trong đó có những hòn đảo du lịch như Hòn Thị, Hòn Lao, Hòn Sầm, Hòn Đá Bạc (bãi tắm Công chúa), Hòn Lao - đảo Khỉ, Suối Hoa Lan, Khu nghỉ mát Ninh Vân. Đầm Nha Phu rộng gần 1.500ha, tiếp giáp giữa vịnh Nha Trang và vịnh Vân Phong – thuộc tỉnh Khánh Hòa, cách thành phố khoảng 15 km. Hiện bến cảng du lịch nằm ở địa phận Lương Sơn, xã Vĩnh Lương.Đầm Nha Phu là một trong hai đầm lớn của tỉnh Khánh Hòa vẫn còn hội đủ đặc điểm của một vùng sinh thái quý hiếm với núi rừng, sông suối, biển đảo,...Bãi biển Dốc Lếch

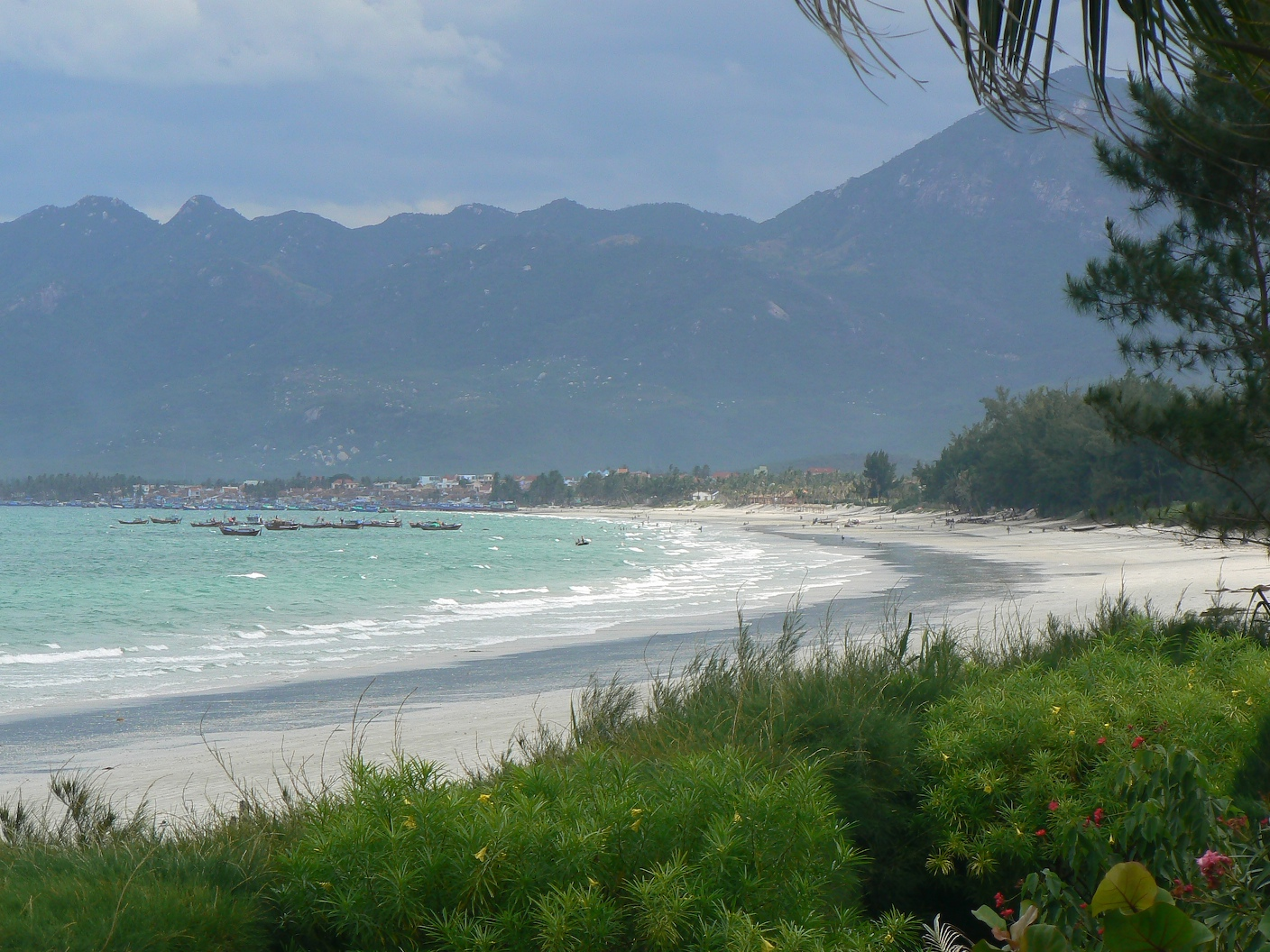
Bãi biển Dốc Lếch

- Thác Yangbay cách Nha Trang khoảng 45 km ở độ cao 100 m so với biển, nằm lọt giữa rừng nguyên sinh màu mỡ và những dãy núi. Chữ "Yang Bay" là theo tiếng dân tộc Răglay có nghĩa "thác nước Trời". Nằm trọn trong thung lũng có diện tích hơn 570 ha được bao bọc bởi rừng nguyên sinh, Yang Bay đang từng bước trở thành một khu du lịch sinh thái núi rừng.
- Bãi biển Đại Lãnh nằm cạnh Quốc lộ 1, cách thành phố Nha Trang 80 km về phía bắc thuộc huyện Vạn Ninh, đây là một bãi biển đẹp với làng nước trong xanh và bãi cát trắng rất mịn (cát trắng tinh khiết không lẫn san hô hay sỏi). Phong cảnh Đại Lãnh từ xưa đã được liệt vào hàng danh thắng quốc gia. Năm 1836, vua Minh Mạng đã cho thợ chạm phong cảnh Đại Lãnh vào một trong chín chiếc đỉnh đồng lớn trang trí trước sân Thế Miếu[17]. Mười bảy năm sau, năm 1853, dưới triều Tự Đức, Đại Lãnh có tên trong Từ điển quốc gia do triều đình biên soạn[17].

### Di tích lưu niệm bác sĩ Alexandre Yersin
Alexandre Yersin sinh ngày 22 tháng 9 năm 1863 tại Thụy Sĩ. Ông là người sáng lập ra Viện Pasteur Nha Trang (1895), Viện Pasteur Hà Nội (1920), Viện Pasteur Đà Lạt (1936), Viện Vi trùng học Huế, trường Đại học Y khoa Hà Nội. Ông cũng là Tổng giám đốc Viện Pasteur Đông Dương (nay là Viện Pasteur Sài Gòn), là người thám hiểm và phát hiện ra cao nguyên Langbiang, thành phố Đà Lạt, trồng và thuần hóa cây cao su, cây Canhkina đầu tiên ở Việt Nam. Ông đã phát hiện ra vi trùng dịch hạch (Yersinia Pestis) tìm và điều chế Vắcxin và Sérum chữa các bệnh dịch hạch, bạch cầu, dịch tả, uốn ván, sốt rét.... Năm 1891, Yersin đến Nha Trang, ông đã sống, làm việc và gắn bó trọn đời với mảnh đất này. Yersin sống rất gần gũi với cư dân Nha Trang, Ông rất quan tâm đến đời sống của họ, đặc biệt là cung cấp thuốc men để chữa bệnh, cung cấp sách vở để trẻ con đọc, người dân Nha Trang đã dành cho ông sự quý mến đặc biệt và gọi ông là Ông Năm.

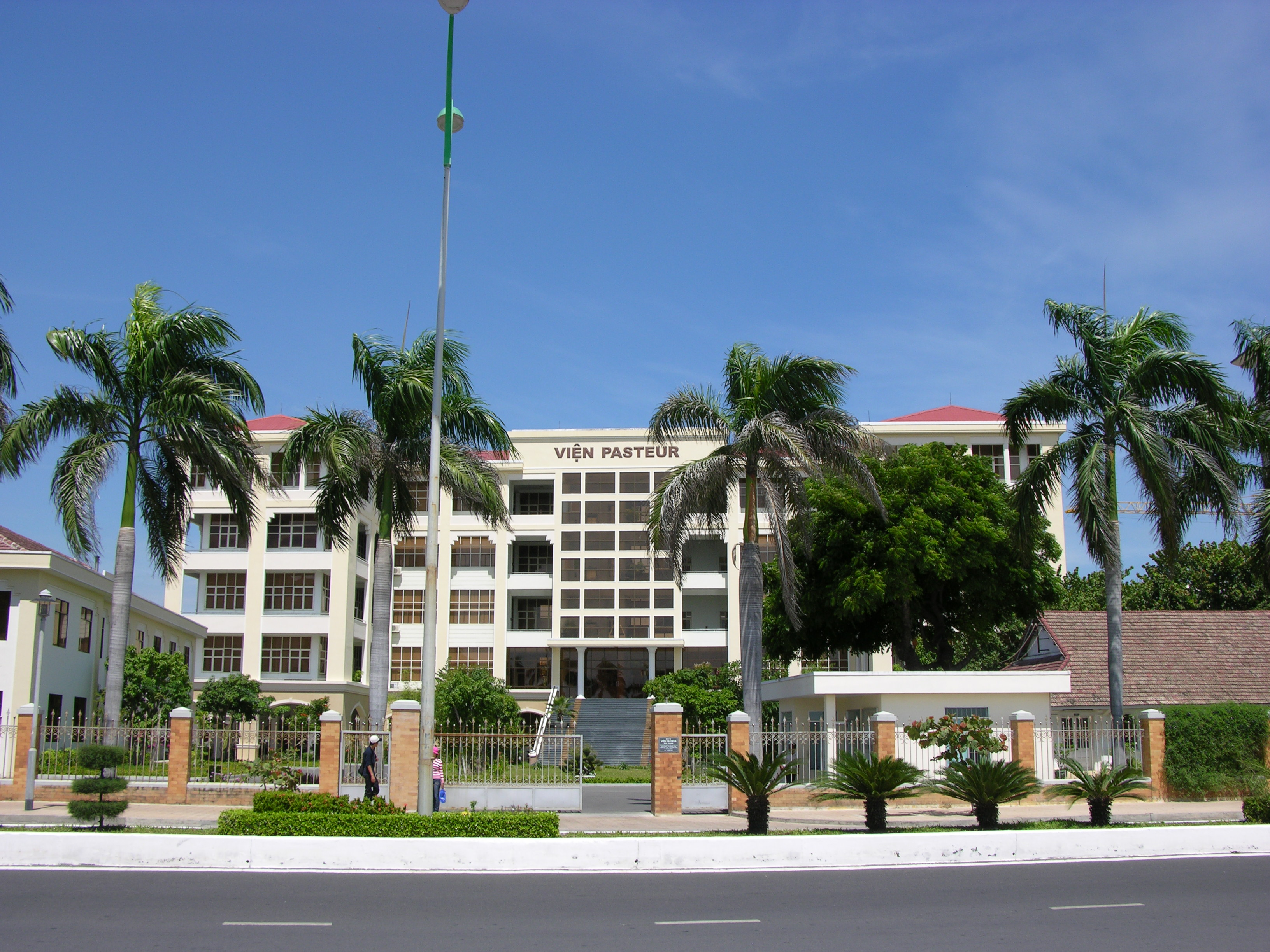
Viện Pasteur Nha Trang

Ông qua đời trong thời gian diễn ra Chiến tranh thế giới thứ hai tại nhà ở Nha Trang năm 1943. Theo di chúc ông muốn được chôn tại Suối Dầu (Diên Khánh), đám tang giản dị, không điếu văn. Mặc dù vậy, rất đông người đã đưa tiễn ông về nơi an nghỉ cuối cùng. Để ghi nhớ công lao của Yersin, nhân dân trong vùng đã lập chùa Linh Sơn để thờ cúng ông một cách trân trọng. Căn cứ vào cống hiến to lớn của ông cho nhân loại cũng như giá trị và ý nghĩa của những di tích lưu niệm nhà khoa học ở Khánh Hòa, Chính phủ đã có quyết định số 993-QĐ ngày ngày 28 tháng 9 năm 1990 của Bộ Văn hóa công nhận các di tích lưu niệm nhà bác học Alexandre Yersin bao gồm: Phòng lưu niệm Yersin tại Viện Pasteur Nha Trang, chùa Linh Sơn xã Suối Cát và mộ Yersin tại Suối Dầu - Diên Khánh là di tích lịch sử cấp quốc gia. Ngoài ra còn nhiều di tích khác mang đâm dấu ấn của ông tại Khánh Hòa như Thư viện Yersin, Viện Pasteur Nha Trang và Hòn Bà (một ngọn núi có độ cao 1.574m mang khí hậu của vùng ôn đới như Sapa, Đà Lạt thuộc huyện Diên Khánh, tỉnh Khánh Hòa, cách thành phố Nha Trang 37 km về phía tây nam. Năm 1915 bác sĩ Yersin đã dựng nhà để ở tại Hòn Bà và trồng cây canh ki na là cây được dùng làm nguyên liệu chế ra thuốc ký ninh trị bệnh sốt rét). Hiện nay Nha Trang có một con đường mang tên Yersin và một công viên mang tên Alexandre Yersin tọa lạc ngay chân cầu Trần Phú về hướng nam để vinh danh những cống hiến lớn lao của ông cho khoa học.